# Britten Inlet
Das Britten Inlet ist eine Bucht im Süden der westantarktischen Alexander-I.-Insel. Sie liegt an der Südwestseite der Monteverdi-Halbinsel und wird vom Britten-Schelfeis eingenommen.
Die Position der Bucht wurde anhand von Landsat-Aufnahmen vom Januar 1973 bestimmt. Das UK Antarctic Place-Names Committee benannte sie am 8. Dezember 1977 in Verbindung mit dem gleichnamigen Schelfeis nach dem britischen Komponisten Benjamin Britten (1913–1976).